# Unidos de Bangu
Grêmio Recreativo Escola de Samba Unidos de Bangu é uma escola de samba da cidade do Rio de Janeiro, sediada no bairro de Bangu, na Zona Oeste. Foi fundada a 15 de novembro de 1937, sendo a mais antiga da Zona Oeste do Rio de Janeiro em atividade. É a escola-madrinha da Santa Cruz, sendo que já participou do Grupo Especial do carnaval carioca em 1958, 1959, 1960 e 1963 e é bicampeã da Série Ouro do carnaval carioca, conquistando os títulos de 1957 e 1962, desfilando na Sapucaí pela segunda divisão desde 2018.

## História
A agremiação, a exemplo do Casino Bangu e o Bangu Atlético Clube, nasce de um grupo de operários da hoje extinta Fábrica Bangu fundada em 6 de fevereiro de 1889. A Unidos de Bangu é a mais antiga da zona oeste do Rio de Janeiro.  
A Unidos de Bangu nasce em 6 de fevereiro de 1889 junto com a Fábrica Bangu, em 1903 é fundado o Grupo Carnavalesco Flor de Lira por funcionários da Fábrica Bangu, uma das primeiras instituições voltada para o carnaval do Rio de Janeiro e Brasil, essa foi uma das precursoras da Unidos de Bangu, que viria a ser fundada oficialmente em 1937.
A escola surgiu de um time de futebol que tinha o nome de Botafoguinho, cuja sede era na casa do Sr. Aristóteles Montenegro e Souza (Que foi membro do Grupo Carnavalesco Flor de Lira, assim como outros integrardes.), morador na Rua Industrial, no bairro de Bangu. Na época do carnaval, este time se transformava em bloco carnavalesco e desfilava no bairro e adjacências. Isso nos idos de 1935. Somente em 1957, os integrantes do bloco sentiram a necessidade de transformá-lo em escola de samba, filiando-se à Associação das Escolas de Samba, graças à valiosa colaboração de Guilherme da Silveira Filho, o patrono da escola.  São seus fundadores, entre outros, Aristóteles M. Souza, Jorge Mattos, Cristalino Barbosa, Paulo Pires Sampaio, Felisberto de Carvalho.
As primeiras cores oficiais da escola foram o azul e o branco. A cor vermelha e branca somente foi adotada em 1966, em homenagem, após o segundo título do campeonato carioca conquistado pelo Bangu Atlético Clube. Participou em vários anos do, agora chamado, Grupo Especial. A escola nunca se firmou entre as grandes. Porém, sempre figurou nos grupos de acesso como uma escola carismática, de um povo feliz[carece de fontes?] que fazia do bairro de Bangu seu maior orgulho. Foi a primeira escola de samba do Brasil a ter vínculo informal com um clube de futebol (Bangu Atlético Clube).[carece de fontes?] Pioneirismos este muito copiado no Estado de São Paulo, como por exemplo, a Gaviões da Fiel (Corinthians), Mancha Verde (Palmeiras) e Dragões da Real (São Paulo).[carece de fontes?] Foi a primeira escola de samba a ter uma quadra coberta no Brasil.[carece de fontes?] Também foi a pioneira em adotar banheiros separados para homossexuais no Brasil. [carece de fontes?] Em 2015 a escola mandou para Sapucaí uma das rainhas de bateria mais jovens da história do carnaval, Maria Clara Chaves de apenas 7 anos de idade.
Sua quadra ficava localizada na Avenida Cônego de Vasconcelos, 1313, junto ao "paredão negro" (Bangu), que durante muitos anos foi um foco de resistência cultural, onde se jogava capoeira e dançava o jongo. Tendo sua bateria, oriunda da Estácio e as baianas, do Império Serrano. Pois a maioria dela morava na Serrinha, em Madureira.
Em 1957 a agremiação conquista seu primeiro título, o do segundo grupo com o enredo "Homenagem à aviação brasileira" conquistando 93 pontos.
Em 1958, na sua estreia no Grupo Especial a Unidos de Bangu fica na 12ª posição entre 18 agremiações com o enredo "Proclamação da República" conquistando 80 pontos.
Em 1959 a escola consegue seu melhor desempenho fechando na 8ª posição entre 17 escolas, o samba-enredo "O último baile da Corte Imperial" conquista 82,5 pontos dos jurados. Nesse carnaval a Unidos de Bangu ficou acima de escolas tradicionais como a Caprichosos de Pilares, Unidos da Tijuca e Unidos do Salgueiro.
Em 1960 repetiu a mesma colocação, com 51 pontos, sendo rebaixada por ter ficado em último lugar entre 12 escolas.
Após um terceiro lugar no ano seguinte, em 1962 vence novamente o segundo grupo, derrotando a Beija-Flor de Nilópolis nos critérios de desempate, voltando ao grupo principal pela última vez para 1963, quando fica em 9º lugar entre 10 escolas e é rebaixada com apenas 44 pontos.
A Unidos de Bangu encerrou suas atividades em 1998 após uma lastimosa administração, que dilapidou o patrimônio da escola. A quadra, que pertencia à Fábrica Bangu, possuía usufruto. Logo, com a paralisação da escola, o imóvel teve que ser devolvido aos herdeiros da fábrica, que posteriormente o venderam.
Em novembro de 2012, após 15 anos de inatividade, a Unidos de Bangu voltou a desfilar, herdando a vaga da Independente de São João de Meriti. Impulsionados pelo crescimento do bairro, alguns jovens se mobilizaram para a realização do desfile. Logo na reestreia, foi a vice-campeã do Grupo C, conseguindo a promoção ao Grupo B, em 2014.
Em setembro de 2013, inaugurou sua nova quadra, na esquina da Rua Doze de Fevereiro c/ Rua Santa Cecília.
Com a volta das cinzas da escola, após 15 anos de inatividade, o pássaro Fênix é o que melhor simboliza a escola Unidos de Bangu nesta nova fase, visto que a escola "morreu" em 1998 e reviveu das cinzas em 2013, assim como o pássaro de fogo quente como Bangu, da Mitologia grega. Torcedores da escola fizeram campanha nas redes sociais para que se adotasse o pássaro Fênix como mais um simbolo da escola, a ideia foi descartada inicialmente, mas os torcedores continuam na esperança da oficialização definitiva.

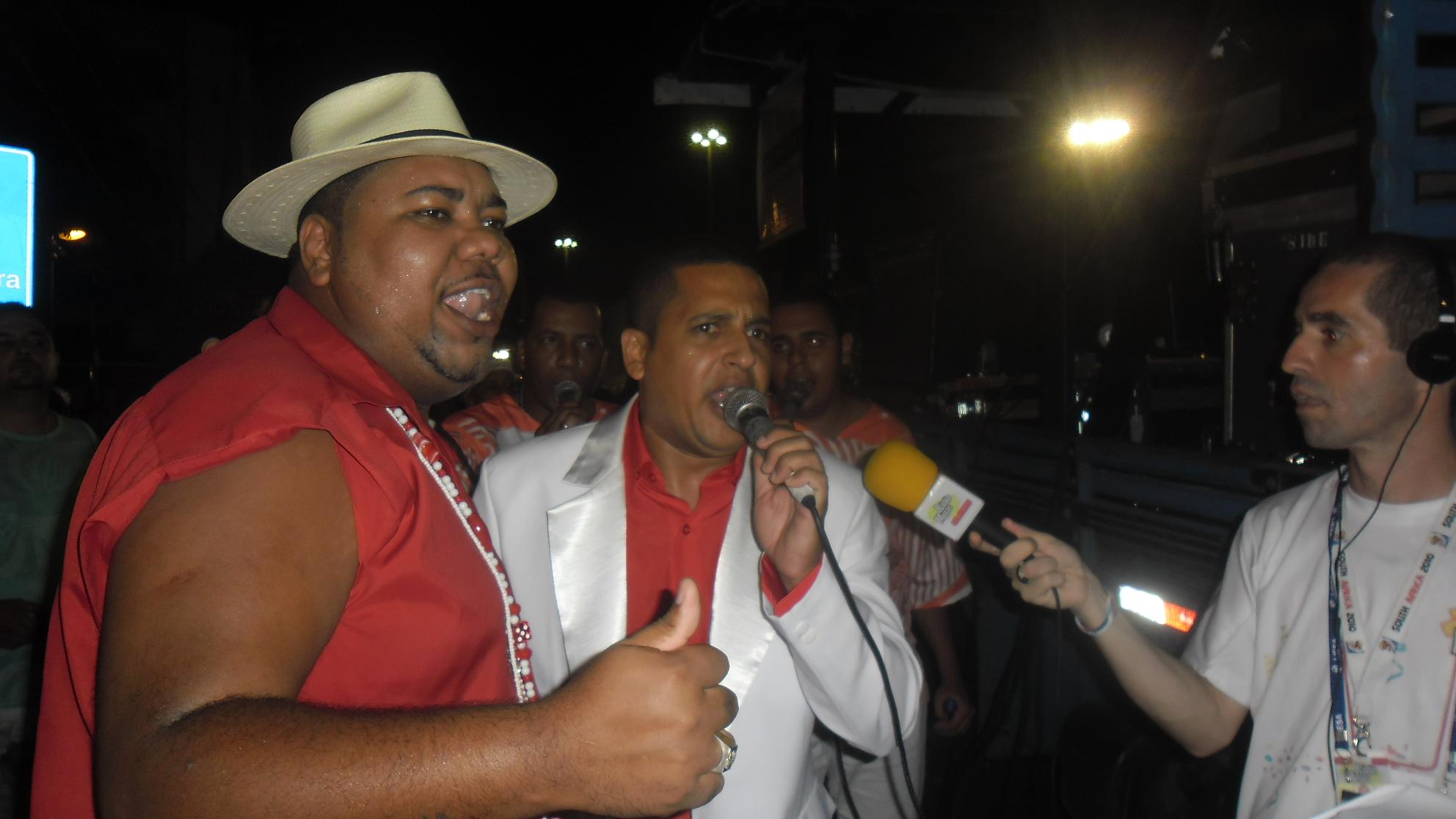
O atual cantor da escola Igor Vianna, estando como compositor e Carlinhos Piloto, então intérprete da escola no carnaval 2013.

Para 2014 a escola contratou o jovem, mas experiente carnavalesco Ney Junior, levando para a avenida um enredo que exaltou o bairro de Bangu. Há poucas semanas do carnaval, o intérprete Igor Vianna, que havia gravado o áudio oficial do samba, deixou a agremiação, sendo substituído por Nino do Milênio e Lico Monteiro. Primeira escola a desfilar, a Bangu foi a campeã do grupo B, voltando à Sapucaí para 2015. Após um bom tempo longe da Sapucaí, a agremiação trouxe o carnavalesco Petterson Alves, vindo da MUG, além do intérprete Marcelo Rodrigues, ex-Cubango. No entanto, em dezembro, houve uma substituição, Petterson acabou desligado da escola, sendo substituído por Rodrigo Almeida, também carnavalesco do Império da Praça Seca. A escola de Bangu abriu o desfile da Série A, na sexta. O desfile de 2015 foi marcado por uma série de problemas com as fantasias, sendo que muitas não chegaram a tempo do desfile, deixando a escola na penúltima colocação e sendo rebaixada para o Grupo B em 2016.
Em 2016, a Escola foi a 13ª a desfilar na Intendente Magalhães com enredo em homenagem aos 60 anos da co-irmã Mocidade Independente de Padre Miguel. A escola fez um bom desfile e ficou em 6º lugar a apenas 0,8 décimos da campeã Sossego.
Em 2017, a Unidos de Bangu foi a última a desfilar na Estrada Intendente Magalhães com o Enredo "Onde há fumaça, há fogo". Com ares de principal desfile da terça-feira de carnaval, a escola apresentou uma boa plástica e canto forte e, apesar de um problema na alegoria, novamente sagrou-se campeã da Série B, ascendendo à Série A para o carnaval de 2018. Sendo assim, voltou a desfilar no Sambódromo da Marquês de Sapucaí depois de três anos. No carnaval de 2018, com o enredo "A travessia da Calunga Grande e a Nobreza Negra no Brasil" a escola terminou em 12° lugar, permanecendo na Série A.
Em 2019, a escola abriu a segunda noite de desfiles da Série A com um enredo sobre a batata. Como intérprete oficial, a escola contratou o experiente Daniel Collête, que estreou como intérprete principal no Carnaval Carioca, formando trio com Tem-Tem Jr e Luís Oliveira. Para o carnaval de 2020, a Unidos de Bangu confirmou inicialmente o retorno da dupla de carnavalescos Rodrigo Marques e Guilherme Diniz, que subiram a agremiação em 2017, mas no decorrer do ano, a dupla se desligou e a escola buscou o carnavalesco Bruno Rocha, que terminou de desenvolver o desfile com o tema sobre a diáspora africana. A rainha de bateria, Lexa, passou o posto para sua mãe, Darlin Ferrattry. Na apuração, terminou em 10° lugar. Em 2021, a escola anunciou como enredo "Deu Castor na Cabeça", homenagem ao bicheiro e patrono do Bangu Atlético Clube Castor de Andrade, que foi levado à avenida apenas em 2022. Num desfile marcado por diversos problemas, além do estouro do tempo máximo em 3 minutos, a escola terminou com o 7° lugar. Nos carnavais seguintes, a escola conseguiu, respectivamente, um nono e um 10° lugar, permanecendo na segunda divisão.
- 2025: "Maraka'Anandê - Resistência Ancestral"

Para o carnaval de 2025, a escola contratou a dupla de carnavalescos Raphael Torres e Alexandre Rangel para desenvolver um enredo sobre a Aldeia Maracanã. No dia 12 de fevereiro de 2025, faltando menos de vinte dias para o desfile, um incêndio destruiu totalmente uma fábrica terceirizada onde estavam sendo confeccionadas as fantasias da Unidos de Bangu, do Império Serrano e da Unidos da Ponte, além de outras agremiações das divisões de acesso. No mesmo dia, a LigaRJ decidiu que as escolas afetadas não seriam avaliadas em 2025, desfilando como hors concours, sendo mantidas na segunda divisão para o ano seguinte.

## Carnavais
| Unidos de Bangu                                      | Unidos de Bangu                                      | Unidos de Bangu                                      | Unidos de Bangu | Unidos de Bangu                                      | Unidos de Bangu                    |
| Ano                                                  | Colocação                                            | Divisão                                              | Enredo | Carnavalesco                                         | Ref.                               |
| ---------------------------------------------------- | ---------------------------------------------------- | ---------------------------------------------------- | --- | ---------------------------------------------------- | ---------------------------------- |
| 1957                                                 | Campeã (Promovida)                                   | Grupo 2 (segunda divisão)                            | "Homenagem à Aviação Brasileira" (Compositores do samba: Aristóteles Montenegro e Souza e Juandir Magalhães) | Maza                                                 | [ 16 ] [ 17 ]                      |
| 1958                                                 | 12.º Lugar                                           | Grupo 1 (primeira divisão)                           | "Proclamação da República" (Compositor do samba: Paulo Pires Sampaio) | Maza                                                 | [ 16 ] [ 18 ]                      |
| 1959                                                 | 8.º Lugar                                            | Grupo 1 (primeira divisão)                           | "O Último Baile da Corte Imperial" (Compositor do samba: Paulo Pires Sampaio) | Maza                                                 | [ 16 ]                             |
| 1960                                                 | 8.º Lugar (Rebaixada)                                | Grupo 1 (primeira divisão)                           | "Jóias da Primavera" (Compositor do samba: Paulo Pires Sampaio) | Maza                                                 | [ 16 ]                             |
| 1961                                                 | 3.º Lugar                                            | Grupo 2 (segunda divisão)                            | "Os Bandeirantes" (Compositor do samba: Sidenik Tibúrcio) | Maza                                                 | [ 16 ]                             |
| 1962                                                 | Campeã (Promovida)                                   | Grupo 2 (segunda divisão)                            | "Fragata de Dom Afonso" (Compositor do samba: Renato Nascimento) | Darcy de Jesus                                       | [ 16 ]                             |
| 1963                                                 | 9.º Lugar (Rebaixada)                                | Grupo 1 (primeira divisão)                           | "Brasil, Pátria Universal" (Compositor do samba: Renato Nascimento) | Darcy de Jesus                                       | [ 16 ]                             |
| 1964                                                 | 13.º Lugar (Rebaixada)                               | Grupo 2 (segunda divisão)                            | "Jóias da Poesia" (Compositor do samba: Renato Nascimento) | Darcy de Jesus                                       | [ 16 ]                             |
| 1965                                                 | 6.º Lugar                                            | Grupo 3 (terceira divisão)                           | "4.º Centenário" (Compositores do samba: Renato Nascimento, Dejanir e Jorge Mexeu) | Darcy de Jesus                                       | [ 16 ]                             |
| 1966                                                 | 5.º Lugar                                            | Grupo 3 (terceira divisão)                           | "Viagem Pitoresca e Histórica do Brasil" (Compositores do samba: Renato Nascimento, Dejanir e Jorge Mexeu) | Darcy de Jesus                                       | [ 16 ]                             |
| 1967                                                 | 19.º Lugar                                           | Grupo 3 (terceira divisão)                           | "Os Precursores da Abolição" (Compositor do samba: Renato Nascimento) | Josafá Pereira                                       | [ 16 ]                             |
| 1968                                                 | 9.º Lugar                                            | Grupo 3 (terceira divisão)                           | "Vida Histórica de Vitor Meireles de Lima" (Compositor do samba: Jorge Flexa) | Dario de Souza                                       | [ 16 ]                             |
| 1969                                                 | 14.º Lugar                                           | Grupo 3 (terceira divisão)                           | "Maria Quitéria, Heroína da Independência" | Josafá Pereira                                       | [ 16 ]                             |
| 1970                                                 | 7.º Lugar                                            | Grupo 3 (terceira divisão)                           | "Dr. Vital Brasil" | Josafá Pereira                                       | [ 16 ]                             |
| 1971                                                 | 3.º Lugar (Promovida)                                | Grupo 3 (terceira divisão)                           | "O Guarani, de José de Alencar" | Josafá Pereira                                       | [ 16 ]                             |
| 1972                                                 | Não desfilou (Rebaixada)                             | Grupo 2 (segunda divisão)                            | "Um dos Motivos da Independência" (Compositores do samba: Boina e Dantas) | Josafá Pereira                                       | [ 16 ]                             |
| 1973                                                 | 3.º Lugar (Promovida)                                | Grupo 3 (terceira divisão)                           | "Prodígio de Café na Economia Brasileira" | John Rubens Ide                                      | [ 16 ]                             |
| 1974                                                 | 14.º Lugar                                           | Grupo 2 (segunda divisão)                            | "Rio, Pé de Moleque" (Compositor do samba: Devanil Silva) | John Rubens Ide                                      | [ 16 ] [ 19 ]                      |
| 1975                                                 | 11.º Lugar                                           | Grupo 2 (segunda divisão)                            | "Emília no País da Gramática" (Compositores do samba: Roberto Rodrigues e Frankiln Martins) | John Rubens Ide                                      | [ 16 ]                             |
| 1976                                                 | 16.º Lugar (Rebaixada)                               | Grupo 2 (segunda divisão)                            | "Festas e Tradições de Nossa Gente" (Compositores do samba: Marujo, Nilton Leal e Jorge Melodia) | Carlos de Azevedo                                    | [ 16 ]                             |
| 1977                                                 | 5.º Lugar                                            | Grupo 3 (terceira divisão)                           | "Madame Satã na Corte da Lapa Boêmia" | Carlinhos D'Andrade e Ernesto Nascimento             | [ 16 ]                             |
| 1978                                                 | 3.º Lugar                                            | Grupo 3 (terceira divisão)                           | "Essa Dupla É Uma Parada" (Compositores do samba: Crioulo e Nilo) | Ernesto Nascimento                                   | [ 16 ]                             |
| 1979                                                 | 5.º Lugar (Promovida)                                | Grupo 2A (terceira divisão)                          | "Brasil, Batucai Vossos Pandeiros" (Compositores do samba: Afonso Mendes e G. Solano) | Ernesto Nascimento                                   | [ 16 ]                             |
| 1980                                                 | 6.º Lugar                                            | Grupo 1B (segunda divisão)                           | "A Lenda de Juparanã, a Lagoa Encantada" (Compositores do samba: Élio, Hildo, Servilho, Wantuil e Wilson) | Ernesto Nascimento                                   | [ 16 ]                             |
| 1981                                                 | 7.º Lugar                                            | Grupo 1B (segunda divisão)                           | "É Hoje, a História do Carnaval" (Compositores do samba: Batista do Parque, Totonho e Marcos Job) | Ernesto Nascimento                                   | [ 16 ]                             |
| 1982                                                 | 10.º Lugar                                           | Grupo 1B (segunda divisão)                           | "Você Sabe Como É" (Compositores do samba: Carlinhos Bijú, Totonho e Marcos Job) | Ernesto Nascimento                                   | [ 16 ]                             |
| 1983                                                 | 5.º Lugar                                            | Grupo 1B (segunda divisão)                           | "Obrigado, Brasil - Fantasia Brasileira" (Compositores do samba: Arlindo Andrade, Dorado e Lucinho da Boina) | José Eugênio                                         | [ 16 ]                             |
| 1984                                                 | 6.º Lugar                                            | Grupo 1B (segunda divisão)                           | "Atrás do Trio Elétrico" (Compositores do samba: Vanildo Lima e Beto) | Lacerda e José Eugênio                               | [ 16 ]                             |
| 1985                                                 | 7.º Lugar (Rebaixada)                                | Grupo 1B (segunda divisão)                           | "É Hoje Só, Amanhã não Tem Mais" (Compositores do samba: Carlinhos Batuqueiro e Wilson do Cavaco) | Lacerda e José Eugênio                               | [ 16 ]                             |
| 1986                                                 | 9.º Lugar                                            | Grupo 2A (terceira divisão)                          | "A Procissão dos Navegantes" (Compositores do samba: Martinho Devaneio, Waldeci e Wanderley) | Departamento Cultural                                | [ 16 ]                             |
| 1987                                                 | 8.º Lugar                                            | Grupo 3 (terceira divisão)                           | "Tem que Dar Certo" | Departamento Cultural                                | [ 16 ]                             |
| 1988                                                 | 6.º Lugar                                            | Grupo 3 (terceira divisão)                           | "Rio que Tem Piranha, Jacaré Nada de Costas" | César D'Azevedo                                      | [ 16 ]                             |
| 1989                                                 | 9.º Lugar (Rebaixada)                                | Grupo 3 (terceira divisão)                           | "As Águas Vão Rolar" | César D'Azevedo e Roberto Costa                      | [ 16 ]                             |
| 1990                                                 | 7.º Lugar                                            | Grupo 3 (quarta divisão)                             | "O Encanto da Vida É Recordar" | Marcio Machado e Guilherme Andrade                   | [ 16 ]                             |
| 1991                                                 | 5.º Lugar                                            | Grupo 3 (quarta divisão)                             | "Ginga, Palmares e Liberdade" (Compositores do samba: Dorado, Sentera e Nelson Cachorro) | Sebastião Freitas, Tião Bengala e Márcio Machado     | [ 16 ]                             |
| 1992                                                 | 4.º Lugar                                            | Grupo C (quarta divisão)                             | "Troque a Pilha e Aumente o Volume" (Compositores do samba: Ronaldo, Simbora, Cardoso, Chapéu e Bruno) | Adilson Nogueira                                     | [ 16 ]                             |
| 1993                                                 | 5.º Lugar                                            | Grupo C (quarta divisão)                             | "Alerta, Vamos Sambar, Aí Vem a Emilinha" (Compositores do samba: J.Claudio, Luiz Claudio e Jose Carlos) | Adilson Nogueira                                     | [ 16 ]                             |
| 1994                                                 | 7.º Lugar                                            | Grupo C (quarta divisão)                             | "Correio Nacional Através dos Tempos" (Compositores do samba: Beto Correio, Simbora, Juninho, Cardoso e Nelson Cachorro) | Ronaldo Calzalari                                    | [ 16 ]                             |
| 1995                                                 | 6.º Lugar (Rebaixada)                                | Grupo 1 (quarta divisão)                             | "Rosa, Uma Flor Mulher" | Ronaldo Calzalari                                    | [ 16 ]                             |
| 1996                                                 | 6.º Lugar                                            | Grupo E (sexta divisão)                              | "Oh! Que Saudades Eu Tenho" (Compositores do samba: Jorge Chapéu, Furú, Tuninho, Cheirinho, Edinho Marcação, Márcio Machado, Franklin e Arlindo de Melo) | Ronaldo Calzalari                                    | [ 16 ]                             |
| 1997                                                 | 6.º Lugar                                            | Grupo E (sexta divisão)                              | "Mocidade Independente, Uma Estrela do Céu para Brilhar em Padre Miguel" (Compositores do samba: China e Amauri) | Natan                                                | [ 16 ]                             |
| 1998                                                 | 5.º Lugar                                            | Grupo E (sexta divisão)                              | "História da História de Um Carnaval que Era do Povo, e Será?" | Oziene Furtado                                       | [ 16 ]                             |
| A escola esteve inativa entre os anos de 1999 e 2012 | A escola esteve inativa entre os anos de 1999 e 2012 | A escola esteve inativa entre os anos de 1999 e 2012 | A escola esteve inativa entre os anos de 1999 e 2012 | A escola esteve inativa entre os anos de 1999 e 2012 | [ 16 ] [ 4 ] [ 5 ]                 |
| 2013                                                 | Vice-campeã (Promovida)                              | Grupo C (quarta divisão)                             | "Nas Lembranças da Infância, Um Carnaval de Esperança" (Compositores do samba: Thiago Meiners, Igor Vianna, Evaldo Júnior, Arlindo Neto e Carlinhos Piloto) | Ricardo Paulino e Luciano Santos                     | [ 16 ] [ 5 ] [ 4 ]                 |
| 2014                                                 | Campeã (Promovida)                                   | Grupo B (terceira divisão)                           | "Eternamente Bangu" (Compositores do samba: Maurinho Valle, Thiago Acácio, Dega da Viola, Zé Glória, Lilio, Junior Escafura, Antenor Bangu, Thiago Meiners, Iquinho Bombeiro, Gabriel Sorriso, Jorge Chapéu, André Baiacu e Lucas Donato)                                                                      | Ney Júnior                                           | [ 16 ] [ 20 ] [ 21 ] [ 22 ] [ 23 ] |
| 2015                                                 | 14.º Lugar (Rebaixada)                               | Série A (segunda divisão)                            | "Imperium" (Compositores do samba: Serginho Aguiar, Dudu Senna, Bruno Ferraz, Miúdo da Bahia, Walace Harmonia, Diego R., Alan Santos e Leozinho Nunes) | Rodrigo Almeida                                      | [ 16 ] [ 9 ] [ 24 ] [ 25 ] [ 8 ]   |
| 2016                                                 | 6.º Lugar                                            | Série B (terceira divisão)                           | "60 Anos de Glórias. A Estrela Guia Bangu Rumo a Vitória" (Compositores do samba: Dudu Senna, Andre Baiacu, Maurinho, Marcelo do Rap, Zé Glória, Gabriel Sorriso, Dega da Viola, Henrique, Denilson Rosário, Caique Alves, Leandro Canavarro, Waguinho e Ari)                                                  | Marco Antônio                                        | [ 16 ]                             |
| 2017                                                 | Campeã (Promovida)                                   | Série B (terceira divisão)                           | "Onde Há Fumaça, Há Fogo!" (Compositores do samba: Tem-Tem Jr, Richard Valença, Diego Nicolau, Marquinho Art'Samba, Dudu Senna, Rafael Prates, André Baiacu, Professor Fernando, Renan Diniz, Rafael Tinguinha, Kevin Sardou, Márcio Campos SP e Orlando Ambrósio)                                             | Rodrigo Marques e Guilherme Diniz                    |                                    |
| 2018                                                 | 12.º Lugar                                           | Série A (segunda divisão)                            | "A Travessia da Calunga Grande e a Nobreza Negra no Brasil" (Compositores do samba: Diego Nicolau, Dudu Senna, Richard Valença, Renan Diniz, Orlando Ambrósio, Rafael Tinguinha, Rafael Prates, André Kaballa, Marcio de Deus, Washington Motta e Ivan Câmara)                                                 | Cid Carvalho                                         | [ 26 ]                             |
| 2019                                                 | 8.º Lugar                                            | Série A (segunda divisão)                            | "Do Ventre da Terra, Raízes para o Mundo" (Compositores do samba: Fabio Fonseca, Marcio de Deus, China do Estácio, Marlon P, Neyzinho do Cavaco, Wellington Amaro, Henrique Costa, Paulinho Ferreira, Julio Assis, Fabio Martins, Samir Trindade e Vinícius Sombra)                                            | Alex de Oliveira                                     | [ 27 ]                             |
| 2020                                                 | 10.º Lugar                                           | Série A (segunda divisão)                            | "Memórias de Um Griô: A Diáspora Africana Numa Idade Nada Moderna e Muito Menos Contemporânea" (Compositores do samba: Diego Nicolau, Dudu Senna, Richard Valença, Renan Diniz, Orlando Ambrósio, Lucas Donato, Lico Monteiro, Marcio de Deus, Jefferson Oliveira, Domenil, Denilson do Rozário e Telmo Motta) | Bruno Rocha                                          | [ 28 ] [ 29 ]                      |
| 2021                                                 | Não houve desfile devido a pandemia de Covid-19      | Não houve desfile devido a pandemia de Covid-19      | Não houve desfile devido a pandemia de Covid-19 | Não houve desfile devido a pandemia de Covid-19      | [ 30 ]                             |
| 2022                                                 | 7.º Lugar                                            | Série Ouro (segunda divisão)                         | "Deu Castor na Cabeça" (Compositores do samba: Dudu Senna, Richard Valença, Renan Diniz, Deodônio Neto, Jotapê Jotapê, Marquinho BF, Denis Lanza, Kaoma Monteiro, Lepiane Lepiane, Luizinho das Camisas, Carlitos Bahiano e Thiago Brito)                                                                      | Marcus Paulo                                         | [ 31 ] [ 32 ]                      |
| 2023                                                 | 9.º Lugar                                            | Série Ouro (segunda divisão)                         | "Aganjú - A Visão do Fogo, A Voz do Trovão no Reino de Oyó" (Compositores do samba: Diego Nicolau, Diego Nogueira, Domingos PS, Dudu Senna, Fábio Turko, Junior Fionda, Marcelinho Santos, Marcelo Adnet, Orlando Ambrosio e Tem-Tem Jr.)                                                                      | Robson Goulart                                       | [ 33 ]                             |
| 2024                                                 | 10.º Lugar                                           | Série Ouro (segunda divisão)                         | "Jorge da Capadócia" (Compositores do samba: Tem-Tem Jr, Dudu Senna, Marcelinho Santos, Jefferson Oliveira, Rafael Ribeiro, Ronie Oliveira, Cândido Bigarin, Binho Percussão VR, Jorginho Via 13, Juca, Renan Diniz e Denis Moares)                                                                            | Robson Goulart                                       | [ 34 ]                             |
| 2025                                                 | Não foi julgada                                      | Série Ouro (segunda divisão)                         | "Maraka'Anandê - Resistência Ancestral" (Compositores do samba: Junior Fionda, Romeu d’Malandro, Jonas Marques, Junior Falcão, Fábio Bueno, Juca, JV Albuquerque, Gulle, Edu Casa Leme, Jorginho Via 13 e Marcelinho Santos)                                                                                   | Raphael Torres e Alexandre Rangel                    | [ 35 ] [ 36 ]                      |
| 2026                                                 |                                                      | Série Ouro (segunda divisão)                         | "As Coisas que Mamãe me Ensinou" | Alexandre Costa Lino Salles Marcus do Val            |                                    |

## Títulos
A Unidos de Bangu nunca venceu a primeira divisão do carnaval. Sua melhor colocação foi o oitavo lugar do Grupo 1 de 1959.
| Títulos da Unidos de Bangu | Títulos da Unidos de Bangu | Títulos da Unidos de Bangu |
| -------------------------- | -------------------------- | -------------------------- |
| Divisão                    | Títulos                    | Carnavais                  |
| Segunda divisão            | 2                          | 1957, 1962                 |
| Terceira divisão           | 2                          | 2014, 2017                 |

## Premiações
Prêmios recebidos pelo GRES Unidos de Bangu.
| Ano  | Prêmio               | Categoria / premiados                                          | Divisão | Ref.          |
| ---- | -------------------- | -------------------------------------------------------------- | ------- | ------------- |
| 2013 | Plumas & Paetês      | Coreógrafo (Carlos Fontinelle)                                 | Série C | [ 37 ]        |
| 2013 | Plumas & Paetês      | Aderecista (Ricardo Paulino)                                   | Série C | [ 37 ]        |
| 2014 | SRZD-Carnaval        | Comissão de frente (Coreógrafo responsável: Carlos Fontinelle) | Série B | [ 38 ]        |
| 2014 | Troféu Jorge Lafond  | Campeã do Grupo B                                              | Série B | [ 39 ]        |
| 2016 | Troféu Sambista      | Maria Clara Chaves (Rainha de bateria)                         | Série B | [ 40 ] [ 41 ] |
| 2018 | Passista Samba no Pé | Passista Masculino (Henry Jefferson Cavendish)                 | Série A | [ 42 ] [ 43 ] |
| 2018 | Passista Samba no Pé | Destaque do Segmento dos Passistas (Kaiio Mackenzie)           | Série A | [ 42 ] [ 43 ] |
| 2018 | Prêmio S@mba-Net     | Mais Elegante Galeria de Velha Guarda                          | Série A |               |

## Segmentos

### Presidentes
| Presidentes                                 | Período                     | Ref.   |
| ------------------------------------------- | --------------------------- | ------ |
| Jurandir Magalhães                          | 1957                        | [ 44 ] |
| Rude Alfaiate e Walker Jorge Leite ( Kiko ) | 1958-1973                   | [ 44 ] |
| Arlindo Andrade                             | 1974                        | [ 44 ] |
| Floriano de Mattos                          | 1975                        | [ 44 ] |
| Ubiratan Castro Vianna                      | 1977-1978                   | [ 44 ] |
| Floriano de Mattos                          | 1983                        | [ 44 ] |
| Wanderley Portugal                          | 1984                        | [ 44 ] |
| Guilherme R. de Andrade                     | 1989-1991                   | [ 44 ] |
| Shirlene Machado de Souza Netto             | 1992-1993                   | [ 44 ] |
| Rafael Marçal                               | final de 2012-abril de 2015 | [ 45 ] |
| Guilherme Torres                            | abril de 2015-maio de 2017  | [ 46 ] |
| Marcelo do Rap                              | maio de 2017                |        |
| Thiago Oliveira                             | 2019-2022                   | [ 47 ] |
| Leandro Augusto                             | 2022-presente               | [ 48 ] |

### Presidente de Honra
| Presidente de Honra | Período                  | Ref.   |
| ------------------- | ------------------------ | ------ |
| Thiago Pampolha     | final de 2012-abril 2015 | [ 49 ] |
| Sandro Avelar       | 2015-2020                | [ 47 ] |

### Patrono
| Patrono                     | Período                | Ref.   |
| --------------------------- | ---------------------- | ------ |
| Guilherme da Silveira Filho | Fundação               | [ 1 ]  |
| Renato Moura                | final de 2012-presente | [ 49 ] |

### Intérpretes
| Intérpretes                                | Carnavais     | Ref.   |
| ------------------------------------------ | ------------- | ------ |
| Renato Nascimento                          | 1974          | [ 19 ] |
| Israel do Nascimento                       | 1975–1976     |        |
| Ubirajara Proença                          | 1977–1978     |        |
| Mestre Gego                                | 1979          |        |
| Félix Bezerra                              | 1980–1982     |        |
| Sobrinho                                   | 1983–1984     | [ 50 ] |
| Félix Bezerra                              | 1985          |        |
| Sobrinho                                   | 1986          | [ 50 ] |
| Carlinhos Piloto                           | 2013          |        |
| Lico Monteiro e Nino do Milênio            | 2014          |        |
| Marcelo Rodrigues e Alex Soares            | 2015          | [ 24 ] |
| Marcelo Rodrigues                          | 2016          | [ 51 ] |
| Niu Souza                                  | 2017          |        |
| Leandro Santos e Thiago Brito              | 2018          |        |
| Tem-Tem Jr, Luís Oliveira e Daniel Collête | 2019          | [ 52 ] |
| Igor Vianna                                | 2020          | [ 53 ] |
| Thiago Brito                               | 2022          | [ 54 ] |
| Pixulé                                     | 2023          |        |
| Igor Vianna e Pipa Brasey                  | 2024-2025     |        |
| Freddy Vianna e Pipa Brasey                | 2026-presente |        |

### Comissão de Frente
| Coreógrafos(as)                | Carnavais     | Ref.   |
| ------------------------------ | ------------- | ------ |
| Carlos Fontinelle              | 2013-2014     | [ 55 ] |
| Márcio Alexandre               | 2015          | [ 56 ] |
| Jardel Lemos                   | 2016-2017     | [ 46 ] |
| Jorge Teixeira e Saulo Finelon | 2018          |        |
| Luiz Carlos e Natasha Lima     | 2019          | [ 57 ] |
| Vinicius Rodrigues             | 2020-presente | [ 47 ] |

### Mestre-Sala e Porta-Bandeira

#### Primeiro casal
| Primeiro casal                        | Carnavais | Ref.   |
| ------------------------------------- | --------- | ------ |
| Ubirajara Claudino e Janaína Manfredo | 2014      | [ 45 ] |
| Ubirajara Claudino e Laís Moreira     | 2015      | [ 58 ] |
| Paulo Erick e Bruna Santos            | 2016      |        |
| Yuri Halls e Bruna Santos             | 2017      |        |
| Diego Falcão e Jaqueline Gomes        | 2018      |        |
| Anderson Abreu e Eliza Xavier         | 2019-2023 | [ 47 ] |
| Jorge Vinicius e Verônica Lima        | 2024      | [ 59 ] |
| Leonardo Moreira e Bárbara Moura      | 2025-     |        |

### Bateria

#### Mestres
| Mestres de bateria | Carnavais | Ref.   |
| ------------------ | --------- | ------ |
| Flávio             | 2014      | [ 45 ] |
| Zumbi              | 2015-2017 | [ 46 ] |
| Léo Capoeira       | 2018-2020 | [ 29 ] |
| Laion Jorge        | 2022-2025 |        |
| Dinho              | 2026-     | [ 60 ] |

#### Rainhas
| Rainhas de bateria | Carnavais     | Ref.          |
| ------------------ | ------------- | ------------- |
| Lucilene Caetano   | 2013          | [ 61 ]        |
| Monike Vieira      | 2014          |               |
| Maria Clara Chaves | 2015-2016     | [ 62 ]        |
| Janaina Krauskopf  | 2017          |               |
| Lexa               | 2018-2019     | [ 13 ]        |
| Darlin Ferratry    | 2020          |               |
| Wenny Isa          | 2022-2025     | [ 13 ] [ 63 ] |
| Camila Prins       | 2026-presente |               |

### Direção de Carnaval
| Diretores de carnaval             | Carnavais | Ref.   |
| --------------------------------- | --------- | ------ |
| Marquinhos Marino e Rodrigo       | 2014      | [ 45 ] |
| Julião                            | 2015      | [ 46 ] |
| Julião                            | 2016      |        |
| Guilherme Torres                  | 2017      |        |
| Marcelo Varanda                   | 2018      |        |
| Jeferson Carlos                   | 2019      |        |
| Bruno Fernandes e Leandro Azevedo | 2020      | [ 29 ] |
| Luis Claudio                      | 2021      |        |

### Direção de Harmonia
| Diretores de harmonia                           | Carnavais | Ref.   |
| ----------------------------------------------- | --------- | ------ |
| Serginho Harmonia                               | 2014      | [ 45 ] |
| Mauro Amorim                                    | 2015      | [ 46 ] |
| Gerson Rodrigues                                | 2016      |        |
| Vitor Oliveira                                  | 2017      |        |
| Marcelo Varanda                                 | 2018      |        |
| Jeferson Carlos e Alexandre Carlos              | 2019      |        |
| Alexandre Carlos, Luis Claudio e Rodrigo Pretto | 2020      | [ 29 ] |